# Mèo nâu đỏ
Mèo nâu đỏ hay còn gọi là mèo nâu đỏ Borneo (danh pháp hai phần: Catopuma badia) là một loài động vật thuộc Họ Mèo. Đây là loài bản địa trên đảo Borneo. Năm 2007, IUCN phân loại loài mèo này là loài nguy cấp do số lượng được ước tính suy giảm 20% cho đến năm 2020 do mất môi trường sống. Đến năm 2007, quy mô quần thể thực tế bị nghi ngờ dưới 2.500 cá thể trưởng thành.
Mèo nâu đỏ được ghi nhận trong lịch sử là loài hiếm và ngày nay dường như xuất hiện với mật độ tương đối thấp, ngay cả trong môi trường sống nguyên sơ.